# Закотненська сільська рада
| Закотненська сільська рада — колишній орган місцевого самоврядування у Новопсковському районі Луганської області з адміністративним центром у с. Закотне. Історична дата утворення: в 1943 році. Водоймища на території, підпорядкованій даній раді: річка Айдар. Сільській раді були підпорядковані населені пункти: - с. Закотне - с. Лисогорівка |

## Склад ради
Рада складалася з 16 депутатів та голови.

### Керівний склад ради
| ПІБ                          | Основні відомості                                                         | Дата обрання | Дата звільнення |
| ---------------------------- | ------------------------------------------------------------------------- | ------------ | --------------- |
| Комісаренко Олена Миколаївна | Сільський голова, 1961 року народження, освіта                            | 26.03.2006   | 31.10.2010      |
| Комісаренко Олена Миколаївна | Сільський голова, 1961 року народження, освіта вища, член Партії регіонів | 31.10.2010   |                 |

Примітка: таблиця складена за даними джерела